# فنسنت كيبروتو
فنسنست كيبروتو ليمو (بالإنجليزية: Vincent Kipruto Limo)‏ هو عداء ماراثون ومسافات طويلة كيني ولد في يوم 13 سبتمبر 1987، أبرز إنجازاته هو تحقيقه الميدالية الفضية في بطولة العالم لألعاب القوى 2011 في دايغو بعد فوزه بالمركز الثاني في سباق الماراثون. كما فاز بالمركز الأول في ماراثون باريس في سنة 2009 و ماراثون فرانكفورت في سنة 2013.

## روابط خارجية
- فنسنست كيبروتو على موقع الاتحاد الدولي لألعاب القوى (الإنجليزية)